# سيرجيو كونتريرز
سيرجيو كونتريرز (بالإسبانية: Sergio Contreras)‏ هو لاعب كرة قاعدة مكسيكي، ولد في 30 أبريل 1980 في سيوداد أوبريجون في المكسيك.

## وصلات خارجية
- سيرجيو كونتريرز على موقعبيزبول رفرنس.كوم (الدوري الثانوي) (الإنجليزية)